# In amplissimo
In amplissimo ist eine Enzyklika vom 15. April 1902. Darin schreibt Papst Leo XIII. über die Kirche in den Vereinigten Staaten.
Der Papst wendet sich mit dieser Enzyklika an das Episkopat der USA, um ihm, aber nicht nur den Bischöfen, sondern allen Priestern, seine Anerkennung auszusprechen. Die Bischofssynoden von Baltimore seien sehr erfolgreich, und er begrüße es, dass die Anzahl der Katholiken in den USA so deutlich angestiegen sei. Die Ursache liege in der fruchtbaren Arbeit der Bischöfe, jedoch sei sie vornehmlich der Vorsehung Gottes zu verdanken. Nun solle man aber nicht in den Bestrebungen nachlassen, sondern den Einfluss nutzen, um die Erweiterung der Kirche voranzutreiben und der Ausbreitung von Sekten entgegenzutreten.
Abschließend erwähnt er die Verfolgung der Schwarzen und Indigenen in Nordamerika und nennt sie ein trauriges Los. Es sei deshalb notwendig, ihnen mit pastoraler Hilfe beizustehen und ihre Rettung herbeizuführen.